# فرهنگستان چینی دانش‌های کشاورزی
فرهنگستان چینیِ دانش‌هایِ کشاورزی (با نام انگلیسی Chinese Academy of Agricultural Science با حروف اختصاری CAASچینی: 中国农业科学院) یک فرهنگستان ملی چینی است که به پژوهش دربارهٔ دانش‌های کشاورزی می‌پردازد.
فرهنگستان در سال ۱۹۵۷ در پکن بنیان گذاشته شده و بر ۴۲ بنیاد را بازبینی و بازرسی می‌کند. سی و دو بنیاد مستقیماً وابسته به دانشگاه می‌باشند، هشت بنیاد به‌طور مشترک با دولت‌های محلی یا دانشگاه‌ها مدیریت می‌شوند. فرهنگستان بیش از ۵۰۰۰ کارمند حرفه‌ای دارد.
ساختمان فرهنگستان شامل دفاتر چندین نهاد سیاست‌گذاری چینی مانند انجمن چین برای توسعه همکاری‌های فرامرزی کشاورزی (CAPIAC,中国农业国际合作促进会) است که در سال ۱۹۸۸ بنیان‌گذاری شد. یکی از شعبات CAPIAC کمیته همکاری فرامرزی برای بهبود رفاه حیوانات (ICCAW) است که در سال ۲۰۱۱ تأسیس شده‌است. در سال ۲۰۱۷، ICCAW کنفرانس رفاه حیوانات مزرعه را به همراه سازمان غذا و کشاورزی سازمان ملل متحد، RSPCA، مهربانی در کشاورزی جهانی، فدراسیون صادرات گوشت ایالات متحده و شورای ملی گوشت خوک برگزار کرد.